# Manganuioteao River
Der Manganuioteao River, auch Manganui o te Ao River genannt, ist ein Fluss in der Region Manawatū-Whanganui auf der Nordinsel von Neuseeland.

## Namensherkunft
In der Sprache der Māori lässt sich der Name frei als „Großer Strom der Welt“ übersetzen.

## Geographie
Der Manganuioteao River entspringt an der Westflanke des höchsten Bergs der Nordinsel, des 2797 m hohen Mount Ruapehu, und fließt in westsüdwestlicher Richtung, kreuzt den New Zealand State Highway 4, durchfließt Orautoha nördlich von Raetihi und mündet in den Whanganui River, der an der Südwestküste der Nordinsel in die Tasmansee entwässert.